# HD41757
HD41757 — хімічно пекулярна зоря спектрального класу B9, що має видиму зоряну величину в смузі V приблизно  8,5.
Вона  розташована на відстані близько 2630,3 світлових років від Сонця.

## Пекулярний хімічний вміст
Зоряна атмосфера HD41757 має підвищений вміст 
Cr
.